# غيتو موغيليف
غيتو موغيليف (الروسية: Могилёвское гетто، رومنة: Mogilyovskoye getto) كان غيتو نازي في مدينة موغيليف شرق بيلاروسيا خلال الحرب العالمية الثانية. أُنشئ بعد فترة وجيزة من انتصار ألمانيا في حصار موغيليف، وقُتل حوالي 10,000 يهودي (51% من سكان ما قبل الحرب البالغ عددهم 19,715 نسمة) على يد النازيين والقوات المتعاونة مع العدو، بحلول الوقت الذي أُلغي فيه عام 1943.

## الخلفية
تقع مدينة موغيليف في شمال شرق بيلاروسيا، وكانت من أوائل الأهداف التي استهدفتها ألمانيا النازية في عام 1941 في عملية بارباروسا، التي بدأت الجبهة الشرقية للحرب العالمية الثانية. وضع موغيلف جعل مجتمعها اليهودي، الذي بلغ عدده 19,715 نسمة في عام 1939، في وضع متميز نسبيًا مقارنة باليهود في مدن أخرى في جميع أنحاء بيلاروسيا، وقبل الاحتلال تمكن عدد غير معروف من اليهود من الفرار شرقًا.
في 26 يوليو 1941، احتلت القوات الألمانية موغيليف بعد حصار موغيليف. تم تقاسم السلطة على المدينة بين قائد محلي وقائد احتلال، الأول اسمه كرانتز والثاني جاشويتز. مباشرة بعد بداية الاحتلال، تم اتخاذ تدابير لفصل السكان اليهود عن الآخرين؛ فُرض حظر تجول من الساعة 17:00، وطُلب من اليهود ارتداء شارات صفراء على صدورهم وظهورهم، كما مُنعوا من السير على الأرصفة أو التفاعل مع غير اليهود. وبالمثل، مُنع غير اليهود من التفاعل معهم؛ على وجه الخصوص، مُنعوا من إعطائهم الطعام. وتم تكليف المواطنين اليهود في موغيليف بأعمال شاقة.
ابتداءً من أغسطس 1941، تم إنشاء سجل للسكان في موغيليف. لعبت مجلس اليهود المحلي في المدينة دورًا مهمًا في هذه الأحداث، حيث أنشأ «لجنة يهودية» مكونة من أربعة أشخاص، والتي حصلت على إحصاءات عن السكان اليهود في المدينة. سجل السجل 6437 يهوديًا. ومع ذلك، من المرجح أن هذه الأرقام لا تعكس الوضع الحقيقي للسكان اليهود في موغيليف؛ ففي خضم الحصار، هجُر العديد من اليهود منازلهم، لكنهم بقوا في المدينة. وهرب آخرون إلى تحت الأرض، خوفًا من الوقوع في أيدي الألمان.

## التأسيس

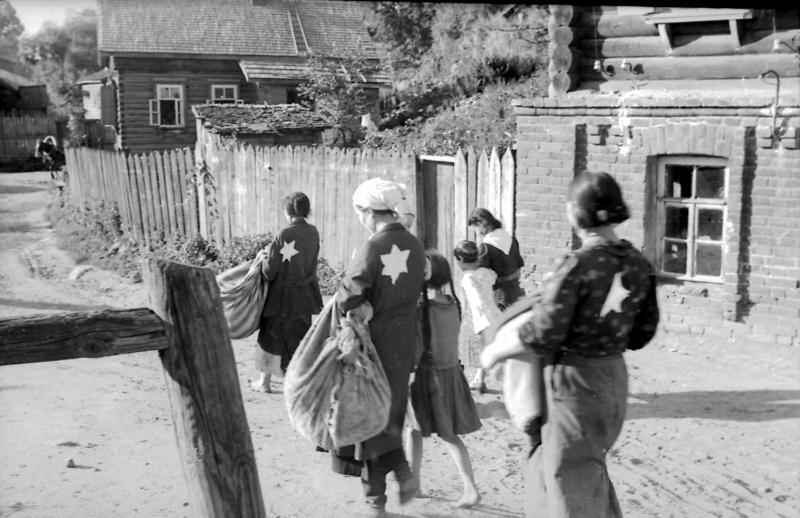
يهود يتم ترحيلهم إلى غيتو موغيليف، 1941

بدأت إعدامات اليهود أيضًا فور احتلال موغيليف. كانت الإعدامات الأولى بين أفراد «الفئة الأولى»، وهم المعارضون النشطون للنازية وأولئك الذين اعتُبروا منظمين محتملين للمقاومة. في أغسطس 1941، أعدَمت فرق العمليات (Einsatzgruppen) و خدمة الأمن (Sicherheitsdienst) 80 يهوديًا من «الفئة الأولى». أما الفئة التالية، «الفئة الثانية»، فكان تتألف من بقية يهود موغيليف، الذين أُرسلوا بعد ذلك إلى الغيتو.
في 13 أغسطس 1941، تم إنشاء غيتو موغيليف. النص المرسوم الذي أنشأ الغيتو، الذي كتبه فيلزين، عمدة المدينة الذي عيّنه الألمان، على ما يلي: «بأمر من قائد مدينة موغيليف، يتعين على جميع الأشخاص من الجنسين من الجنسية اليهودية مغادرة حدود المدينة في غضون 24 ساعة والانتقال إلى منطقة الغيتو. الأشخاص الذين لا يمتثلون لهذا الأمر في غضون الوقت المحدد سيتم اقتيادهم بالقوة من قبل الشرطة وستتم مصادرة ممتلكاتهم». أثناء عملية النقل، تم عرض اليهود في شارع غرادزانسكايا المركزي. بالإضافة إلى اليهود من مدينة موغيليف، تم إدراج اليهود من القرى المجاورة فاراتينشينا وكنيازيتسي في الغيتو.
بعد شهر من إنشاء الغيتو، تم نقله من موقعه الأصلي في منطقة «بودنيكول» في موغيليف إلى منطقة على ضفاف نهر دوبارافينكا، وفقًا لقرار عمدة المدينة فيلزين. من المرجح أن نَقل سكان الغيتو قد تم في 30 سبتمبر 1941. تم إلقاء مسؤولية استرداد التكاليف المالية على مجلس اليهود في المدينة، حيث طالبت الحكومة الألمانية المحلية بمبلغ 50,000 روبل في غضون 24 ساعة. تم نقل 108 يهود آخرين من قرية سياليك إلى الغيتو.
ظلت أراضي الغيتو تحت حراسة الشرطة المساعِدة البيلاروسية. وفقًا لخطط الإدارة الألمانية للاحتلال، كان من المقرر أن يَفصل سياج سلكي الغيتو مؤقتًا عن بقية موغيليف قبل إقامة سياجٍ خشبي، بالإضافة إلى لافتة تشير إلى حظر دخول الغير اليهود إلى الغيتو. بالإضافة إلى موقع دوبارافينكا، كان هناك مناطق احتجاز إضافية لليهود في حقل بالقرب مما يعرف الآن بفندق موغيليف ومصنع سترومماشينا الميكانيكي. كان الموقع الأول يستخدم كميدان قتل، بينما كان الثاني يستخدم لاحتجاز المعتقلين لفترات طويلة الأمد. وفقًا لمطالب الحكومة المحتلة، تم تجنيد خمسة عشر رجلاً من قبل مجلس اليهود في موغيليف كأعضاء في شرطة الغيتو اليهودي.

## المقاومة
قاوم يهود موغيليف بقوة عند احتلال المدينة وعدم وعزلهم في غيتو. كان شكل شائع من أشكال المقاومة هو الاختباء خارج الغيتو، مما أدى إلى إعدام أربعة أشخاص واعتقال 510 آخرين. كما انضموا إلى المقاتلين البيلاروسيين، وعملوا عادةً في مجال الاستخبارات. عملت س. إ. فاينتزايغ تحت اسم مستعار هو م. ج. ليونوفا في المستشفى العسكري الألماني، حيث كانت تجمع معلومات استخباراتية للمقاتلين. كانت هناك أيضًا منظمة مقاتلة سرية في سترومماشينا، ساعدت 73 يهوديًا على الهروب إلى المقاتلين.

## إحياء الذكرى

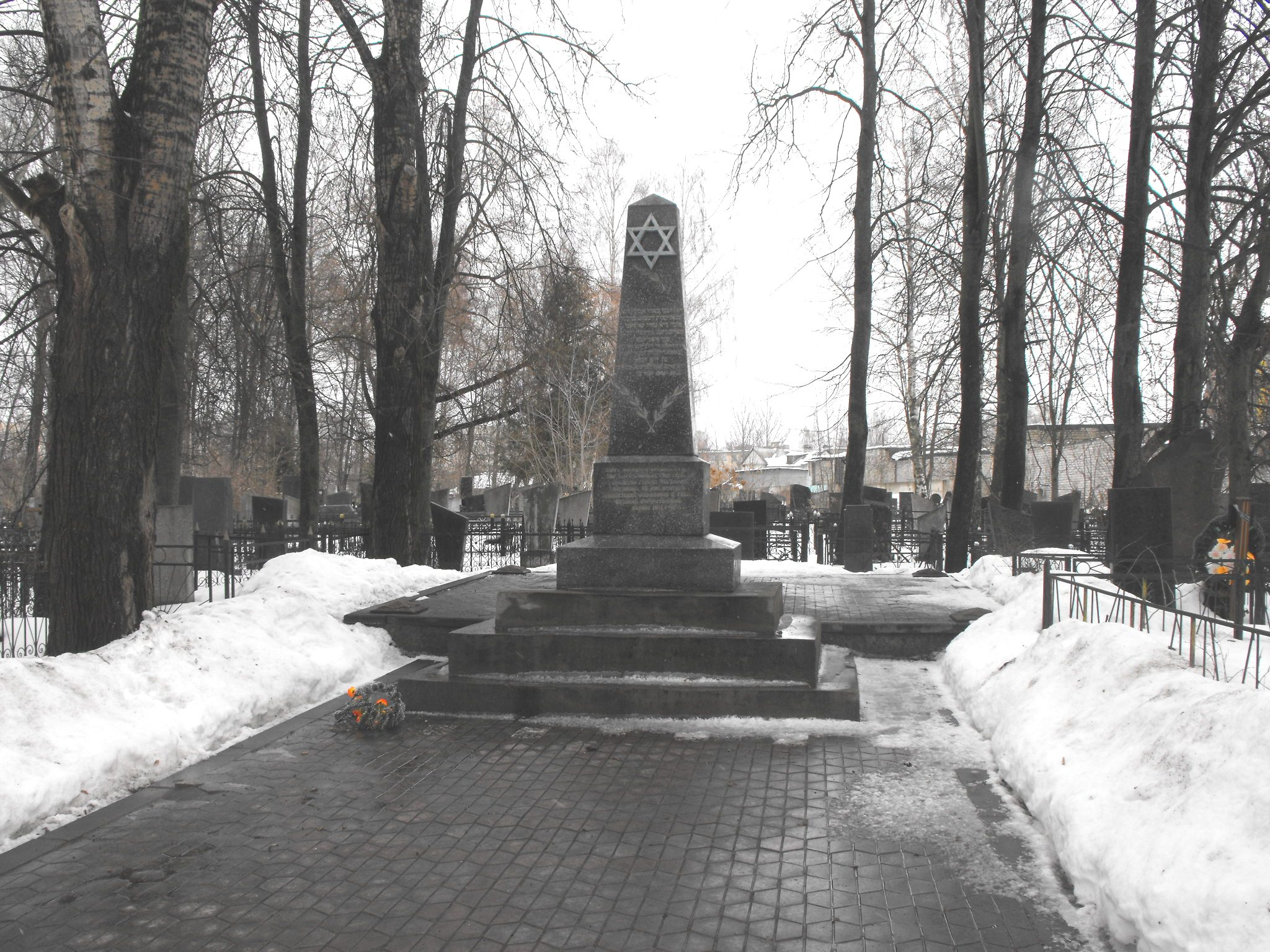
نصب تذكاري لقتلى غيتو موغيليف، مقبرة اليهود

منذ نهاية الحرب، دُفن معظم اليهود الذين قُتلوا في موغيليف في قبور محددة. يوجد نصب تذكاري في مقبرة موغيليف اليهودية يذكر أسماء 2000 «مواطن سوفيتي» ميت دون ذكر عرقهم. في القرى الأخرى التي وقعت فيها مذابح، توجد نصب تذكارية عامة ل«المواطنين السوفيتيين»، على الرغم من عدم وجود قبور للضحايا الأفراد.